# 8084 Dallas
För andra betydelser, se Dallas (olika betydelser).
8084 Dallas eller 1989 CL1 är en asteroid i huvudbältet som upptäcktes den 6 februari 1989 av den japanska astronomen Masahiro Koishikawa vid Ayashi-observatoriet i Japan. Den är uppkallad efter den amerikanska staden Dallas.
Asteroiden har en diameter på ungefär 13 kilometer.